# Nettlecombe (Somerset)
Nettlecombe est une paroisse civile du Somerset, en Angleterre.